# P. Killer Trackz
Anthony Fields (lepiej znany jako PK lub P. Killer Trackz) – amerykański producent hip-hopowy z wytwórni Ruff Ryders Entertainment i Bloodline Records. Komponował podkłady dla takich wykonawców jak DMX, Jadakiss, Drag-On i Eve. Aktualnie PK pracuje nad albumem DMX-a.

## Produkcje

### 1998
- Flesh of My Flesh, Blood of My Blood (album DMX-a, 1998)
  - "Bring Your Whole Crew"
  - "Coming From" (feat. Mary J. Blige)
- It’s Dark and Hell Is Hot (album DMX-a, 1998)
  - "Fuckin' Wit' D"
  - "The Storm (Skit)"
  - "Look Thru My Eyes"
  - "Get at Me Dog" (feat. Sheek Louch)
  - "X-Is Coming
  - "How’s It Goin’ Down"
  - "Mickey (Skit)"
  - "Stop Being Greedy"
- Money, Power & Respect (album The Lox, 1998)
  - "Everybody Wanna Rat"

### 1999
- ...And Then There Was X (album DMX-a), 1999
  - "Good Girls, Bad Guys" (feat. Dyme)
  - "Make a Move"
  - "More 2 a Song"
  - "The Professional"
- Light It Up OST (soundtrack), 1999
  - "Catz Don't Know" (DMX)
- Ruff Ryders’ First Lady (album Eve), 1999
  - "We on That Shit!" (feat. P. Killer Trackz)
- Ryde or Die Vol. 1 (album Ruff Ryders), 1999
  - "Dope Money" (feat. Jadakiss & Styles P)

### 2000
- Anarchy (album Busta Rhymesa), 2000
  - "Why We Die" (feat. DMX & Jay-Z)
- Nutty Profesor II OST (soundtrack), 2000
  - "First I'm Gonna Crawl" (DMX)
- Opposite of H2O (album Drag-Ona), 2000
  - "Click, Click, Clack" (feat. P. Killer Trackz)
  - "Groundhog's Day"
  - "Here We Go" (feat. Eve)
- Ryde or Die Vol. 2 (album Ruff Ryders), 2000
  - "My Name Is Kiss" (feat. Jadakiss)
- Too Gangsta 4 Radio (album Deathrow Records), 2000
  - "My Name Is Kiss" (feat. Ruff Ryders)
- We Are the Streets (album The Lox), 2000
  - "Breathe Easy"
  - "Scream L.O.X."

### 2001
- The Great Depression (album DMX-a), 2001
  - "Damien III"
  - "Next Out the Kennel" (feat. DJ Kayslay, Jinx, Loose, Big Stan & Kashmir)
  - "Number 11"
- Kiss tha Game Goodbye (album Jadakissa), 2001
  - "I'm a Gangsta" (feat. Parle)
- Ryde or Die Vol. 3 (album Ruff Ryders), 2001
  - "Friend of Mine" (feat. DMX)
  - "Shoot 'Em in tha Head" (feat. Holiday Styles)
  - "Street Team" (feat. Infa.Red & Cross & Drag-On)
- Thug Lord the New Testament (album Yukmouthaa), 2001
  - "Puffin Lah"

### 2002
- A Gangster and a Gentleman (album Stylesa P), 2002
  - "I'm a Ruff Ryder"
  - "Styles"
  - "Y'all Know We in Here"

### 2004
- Hell and Back (album Drag-Ona), 2004
  - "Life Is Short"

### 2006
- Myrtle and Throop (album Illa Ghee), 2006
  - "I.. Ella, Ella, A."
  - "Suppose to Be"